# St.-Anna-Loch
Als St.-Anna-Loch wird der tiefste Bereich eines steil abfallenden Grabens im Flussbett des Rheins zwischen der Schweizer Stadt Rheinfelden am linken Rheinufer und dem deutschen Rheinfelden am rechten Rheinufer bezeichnet. Es handelt sich dabei um eine tektonische Plattengrenze am Rande der Oberrheinischen Tiefebene, die direkt unter der Alten Rheinbrücke hindurch verläuft. Der Graben erreicht wenige Meter unterhalb der Rheinbrücke beim sagenumwobenen St.-Anna-Loch mit rund 32 Metern seine größte Tiefe.

## Lage und Ausdehnung

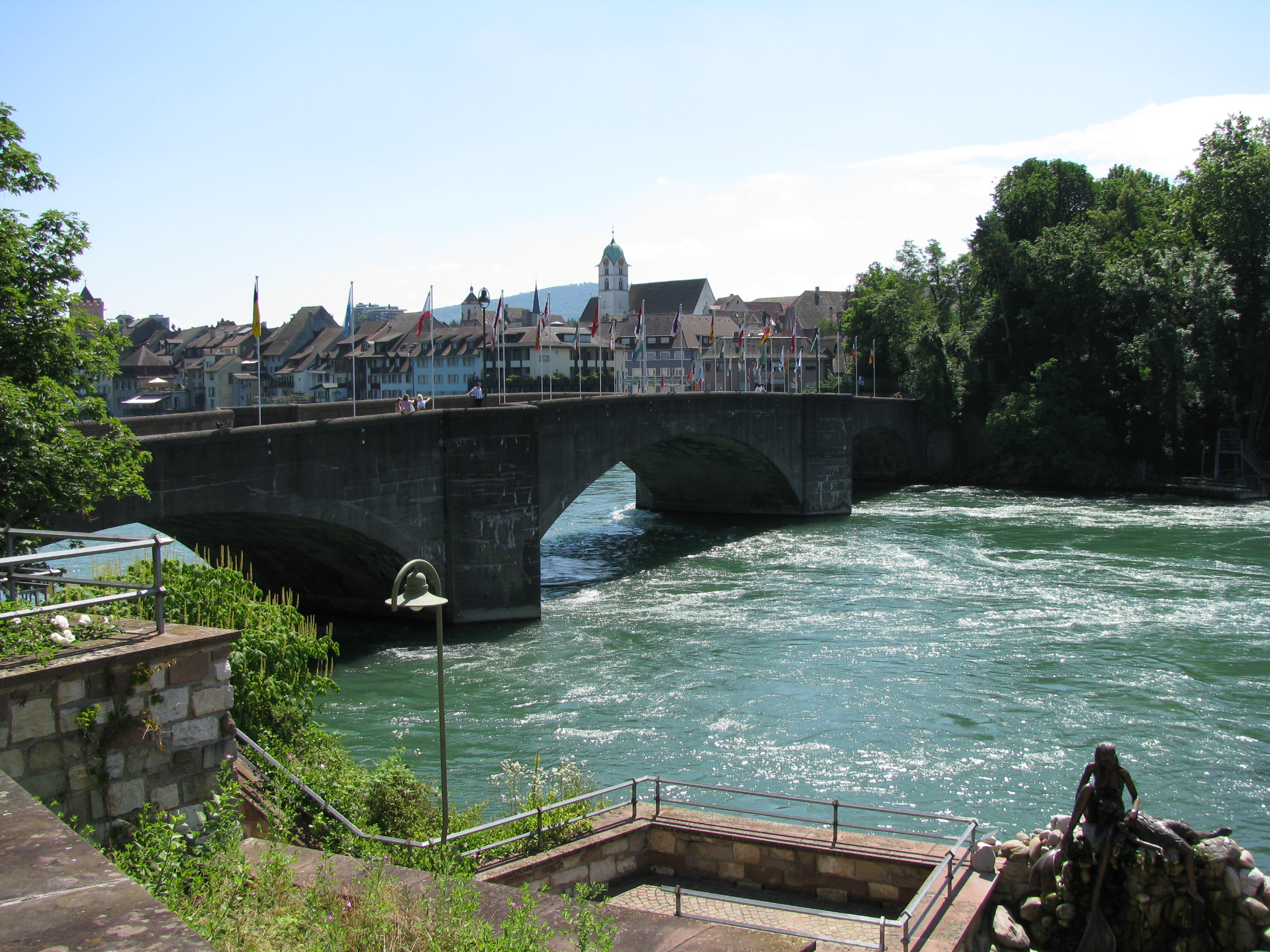
Alte Rheinbrücke in Rheinfelden

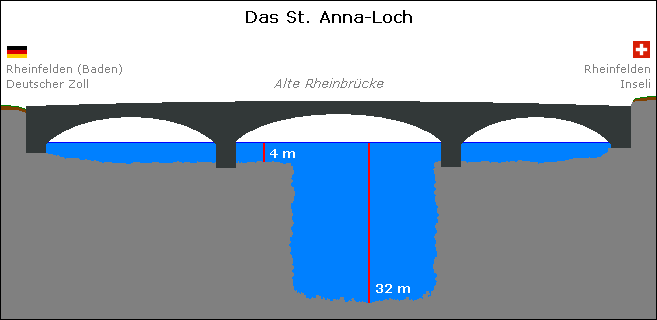
Schematische Darstellung des St.-Anna-Lochs

Bereits rund 700 Meter oberhalb der Brücke im Bereich des Höllhakens beginnen sich die ersten Furchen in das Flussbett des Rheins einzugraben. Diese kleineren Furchen verlaufen in Fließrichtung und schließen sich mit der Zeit zu immer größeren Gräben zusammen. Rund 100 Meter oberhalb der Alten Rheinbrücke vereinen sich die zwei letzten Gräben zu einem mächtigen, steilwandigen Graben, der direkt unter dem mittleren Abschnitt der Brücke zwischen Inseli mit der ehemaligen Burg Stein und dem rechten Rheinufer hindurch verläuft. Unmittelbar nach der Rheinbrücke öffnet sich der Graben in ein ausgedehntes, muschelförmiges Becken, dessen tiefster Punkt das St.-Anna-Loch bildet. Im Jahr 2023 wurde bekannt, dass das St. Anna-Loch neu vermessen wird.

## Entstehung
Der rund 700 Meter lange Graben bei Rheinfelden liegt am südöstlichsten Rand des Oberrheingrabens, der Teil einer Grabenbruchzone ist, die sich von der Nordsee bis in das westliche Mittelmeer erstreckt. Vor 35 bis 20 Millionen Jahren kam es hier zu einer Absenkung der Erdoberfläche infolge Dehnung an bereits vorhandenen Verwerfungen sowie zur Ablagerung von Sedimenten. Diese Phase wurde abgelöst durch eine immer noch andauernde Blattverschiebung, bei der sich die Gebiete östlich des Oberrheingrabens relativ zu den linksrheinischen Gebieten nach Nordosten verschieben. Mitten im Flussbett des Rheins bei Rheinfelden verläuft eine tektonische Plattengrenze zwischen Tafeljura und Schwarzwald, die hier in Form eines steil abfallenden Grabens sichtbar wird.
Der Oberrheingraben ist allgemein ein Gebiet erhöhter Seismizität. Durchschnittlich kommt es alle paar Monate zu einem Erdbeben der Magnitude 3, das von Menschen in der unmittelbaren Umgebung des Epizentrums gespürt werden kann. Besonders in der Region Basel traten in Mittelalter und Neuzeit Erdbeben mit zerstörerischen Auswirkungen auf (etwa Basler Erdbeben von 1356). Es wird vermutet, dass diese Erdbeben mit der fortdauernden Überschiebung des Schweizer Juras auf den südlichen Oberrheingraben in Verbindung stehen.

## Sagen
Vor einigen Jahrhunderten zogen Hunnen durch die Region. Sie plünderten, verwüsteten und verbrannten auf ihrem Weg nach Westen ganze Dörfer und Städte. Als sie in Rheinfelden ankamen und das Städtchen einnahmen, flohen seine Bewohner in nahe gelegene Wälder. Geplagt von Kälte und Hunger griffen sie in einer finsteren Nacht die Stadt an. Die Besetzer – vom Angriff völlig überrascht – sollen daraufhin über die Rheinbrücke aus der Stadt geflohen sein. Dabei sollen sie eine erbeutete goldene Glocke über die Rheinbrücke hinuntergeworfen haben, die seither im St.-Anna-Loch begraben sein soll.
Einer anderen Sage nach sollen die Bewohner Rheinfeldens alles Wertvolle in den Rhein geworfen haben, als Hunnen die Stadt angriffen. Der Feind – um seine Beute betrogen – soll sich daraufhin an der Burgherrin Anna gerächt und diese in den Strudel gestoßen haben, der seither St.-Anna-Loch genannt wird.
Darüber hinaus heißt es, dass der Strom hier noch nie die Leiche eines ertrunkenen Menschen freigegeben habe.

## Gefahren

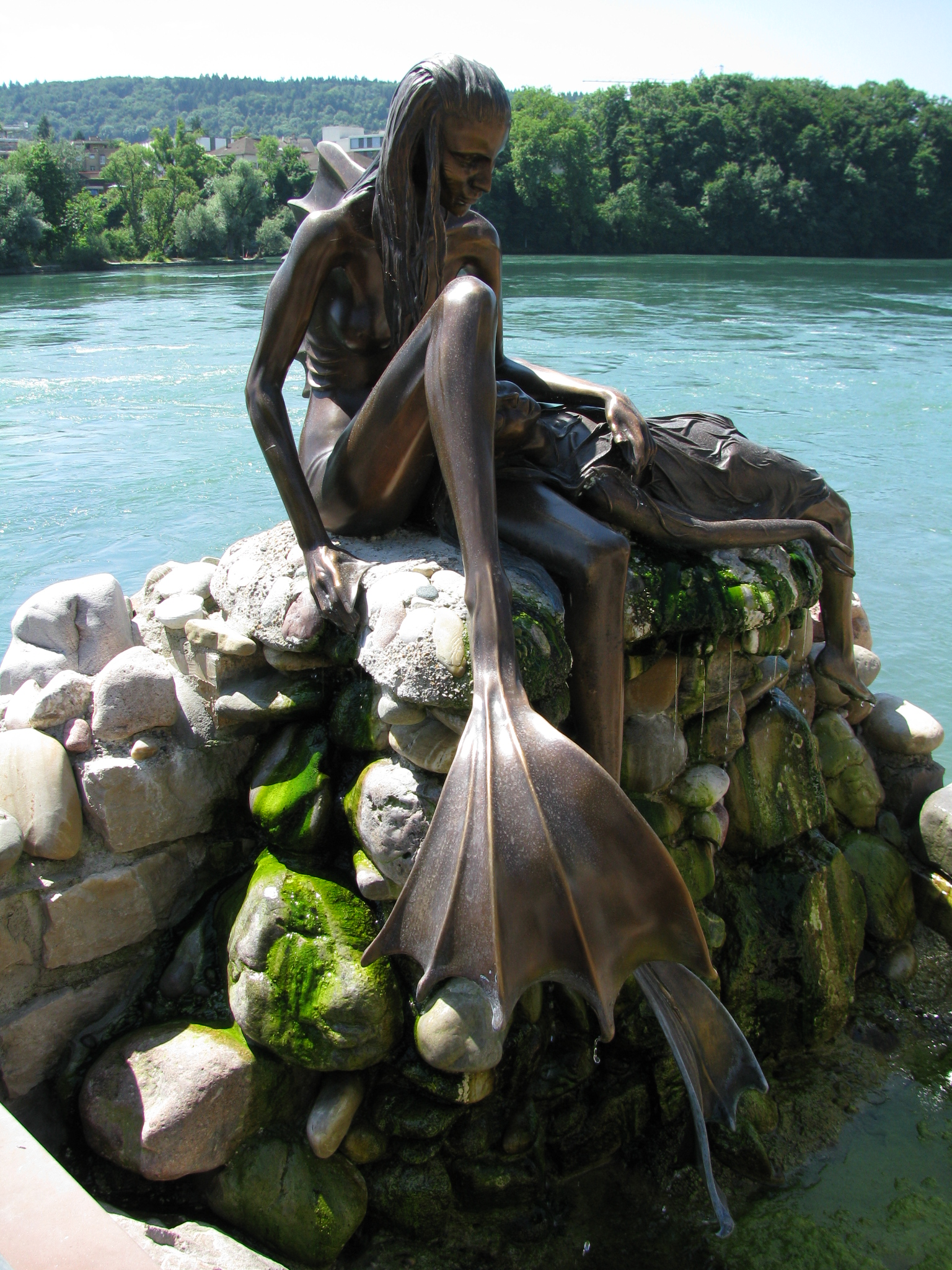
St.-Anna-Skulptur am deutschen Rheinufer

Die Wassertiefe des Rheins bei Rheinfelden liegt gewöhnlich bei drei bis vier Metern. Stromabwärts der den Graben öffnenden Felskanten bildet die Wasserströmung naturgemäß entsprechend großräumige Wirbel aus, die stellenweise und/oder zeitweise auch markante vertikale Komponenten der Strömungsgeschwindigkeit aufweisen können, sowohl abwärts als auch aufwärts gerichtete. Daneben auch Komponenten quer und längs der Hauptströmung. Wirbel bleiben teilweise stationär bestehen oder lösen sich ab und gehen mit der Hauptströmung mit. Turbulente Strömungen enthalten sowohl Ordnung als auch Chaos. Langsame, großräumige Wirbel in breiten und tiefen Gewässern bewirken an der Wasseroberfläche breite pilz- oder walzenförmige Aufwölbungen geringer Höhe, linienförmige Kerben, punktuell trichterförmige Absenkungen entsprechend den Strömungsgesetzen. Beobachtbar sind auch die Oberflächenwellenphänomene Rippelung und Kräuselung durch den selbst oft turbulenten Wind, die feinere Strukturen ausbilden. All diese Phänomene lassen nur ungenaue Schlüsse auf die im Wasserkörper darunter vorhandenen Strömungen zu. Nur bei günstiger Beleuchtung, klarem Wasser und Blick vertikal von oben oder von unterhalb der Wasseroberfläche können mit dem Wirbel mittreibende Partikel bis zu einer gewissen Sichttiefe beobachtet werden. In der Regel sind Wirbel nur durch sich mittreiben lassen spürbar, sei es als Schwimmer oder mit Board oder Boot.
Die tiefe Stelle des St.-Anna-Lochs ist außerordentlich gefährlich. Es sind hier wiederholt Menschen ertrunken und auch Boote gekentert.
Letztmals ist im Mai 2000 eine Person im St.-Anna-Loch ertrunken. Die Leiche der 13-Jährigen wurde erst nach sieben Wochen rund zehn Kilometer flussabwärts bei Birsfelden gefunden.